# 溫思羅普 (緬因州)
溫思羅普（英語：Winthrop）是一個位於美國緬因州肯納貝克縣的市鎮。

## 人口
根據2020年美國人口普查的數據，溫思羅普的面積為98.16平方千米，當中陸地面積為80.86平方千米，而水域面積為17.30平方千米。當地共有人口6121人，而人口密度為每平方千米62人。